# アリドオシ
アリドオシ（蟻通し、学名: Damnacanthus indicus または Damnacanthus indicus var. indicus）は、アカネ科アリドオシ属の常緑低木。

## 名称
和名「アリドオシ」（蟻通し）の語源には2説ある。
- とげが細長く、アリでも刺し貫くということから[4]。
- とげが多数あり、アリのような小さい虫でないと通り抜けられないということから。

別名を一両（イチリョウ）、タマゴバアリドオシともいう。中国名表記は、「虎刺」（刺虎、伏牛花、繡花針）。

## 分布と生育環境

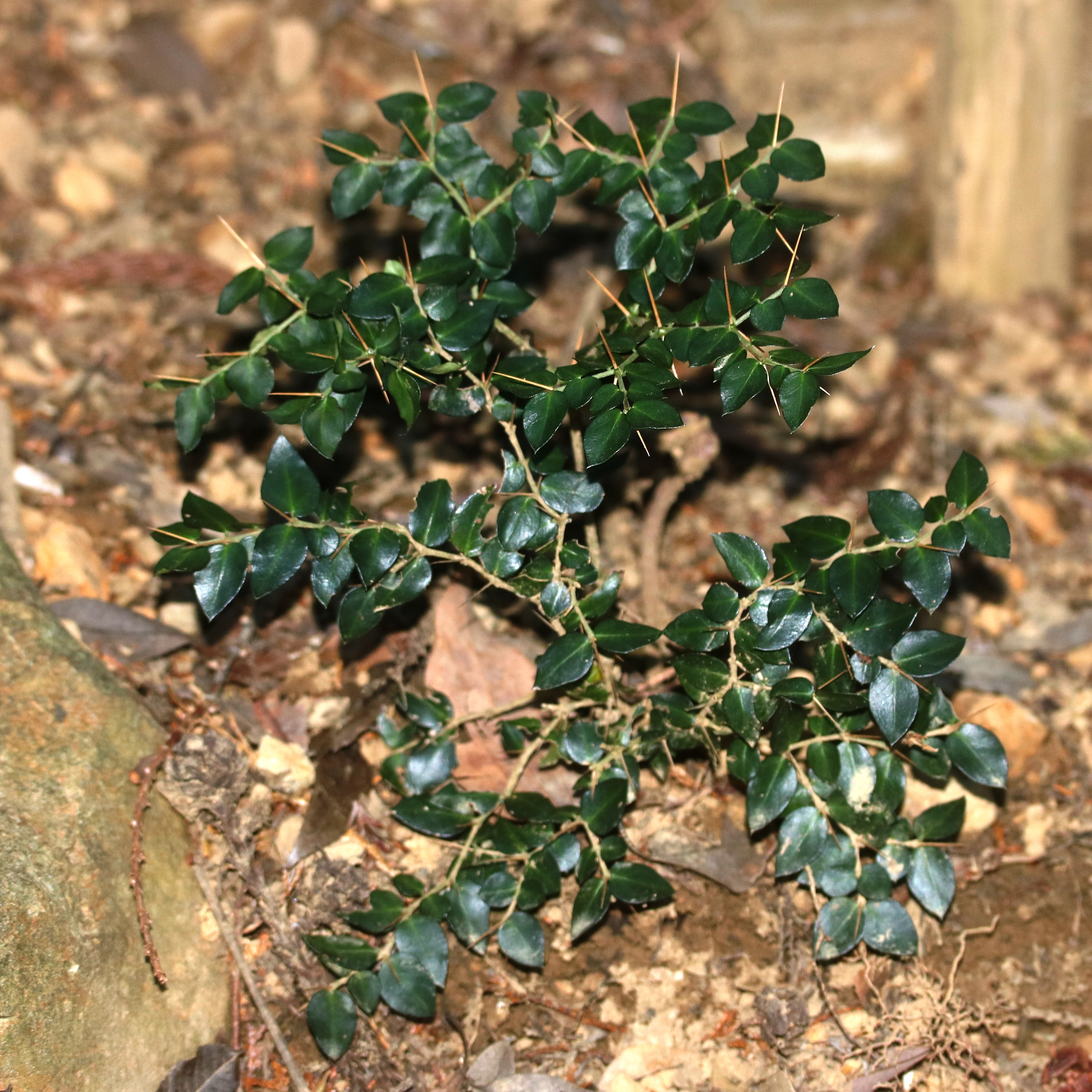
山地の林下に生育するアリドオシ

日本、朝鮮半島南部、東南アジアからインド東部まで分布する。日本では、本州（関東地方以西）、四国、九州、沖縄に分布する。山地のやや乾いた薄暗い林下に生育する。
同属はジュズネノキなど、日本から東南アジア周辺に数種が分布する。

## 特徴
常緑広葉樹の低木で、高さは20 - 60 センチメートル (cm) 。主茎はまっすぐに伸びるが、側枝はよく二叉分枝しながら横に広がる。若い枝には短い剛毛が密生する。葉は対生し、長さ1 - 2.5 cmの卵円形から卵形で、質は固く表面に光沢ある。葉腋に1対の細長い長さ1 - 2 cmの鋭い棘がある。葉が枝から水平に広がり、それに対して棘は垂直に伸びる。
花期は5月ごろ。葉腋に漏斗形の白い花を通常2個ずつ咲かせる。花冠の長さは約10ミリメートル (mm) ほどで、先は4裂する。果実は液果で直径 5 - 6 mmの球形。冬に赤く熟し、先端に萼が残る。果実は翌年の花期まで木に残るものもある。

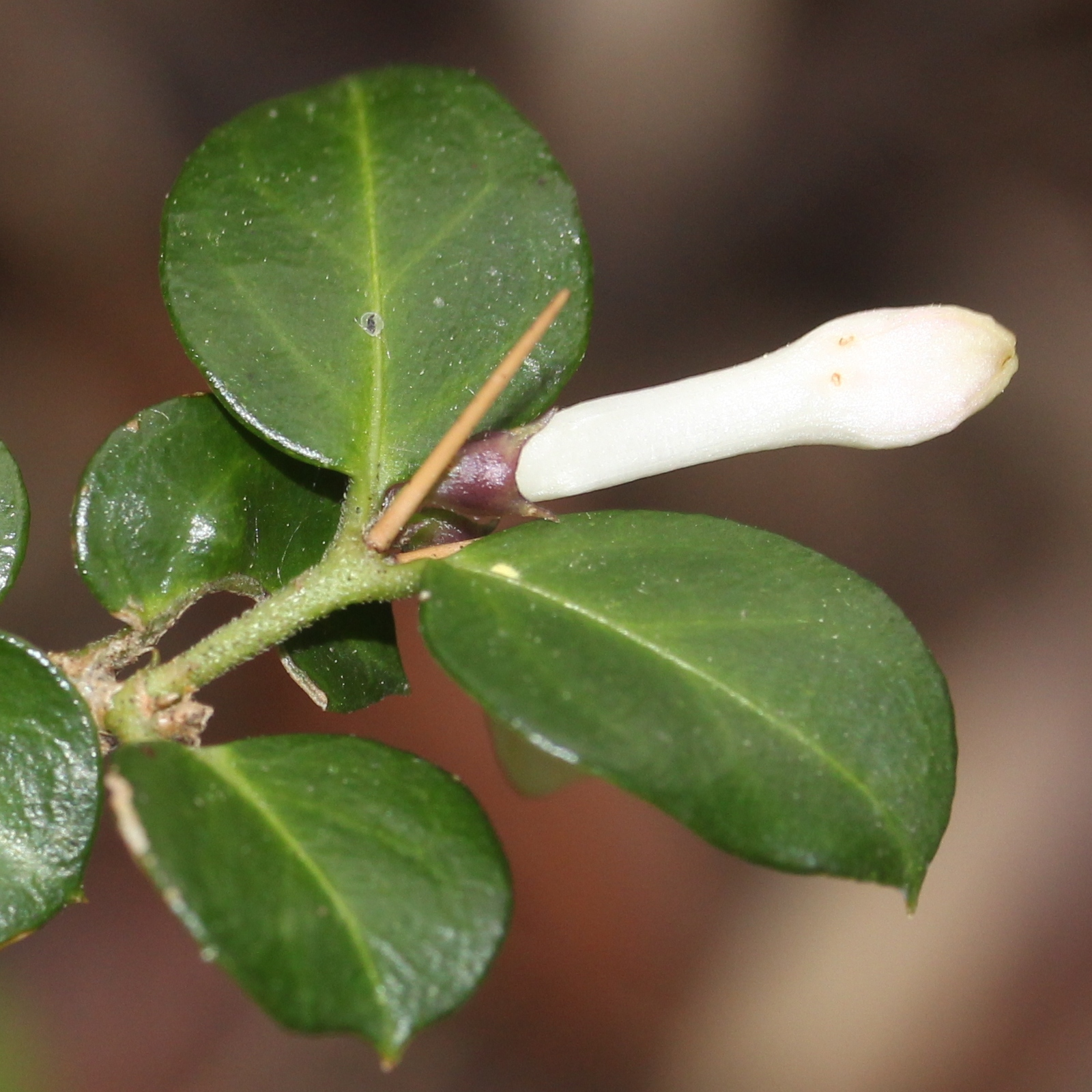
葉と蕾
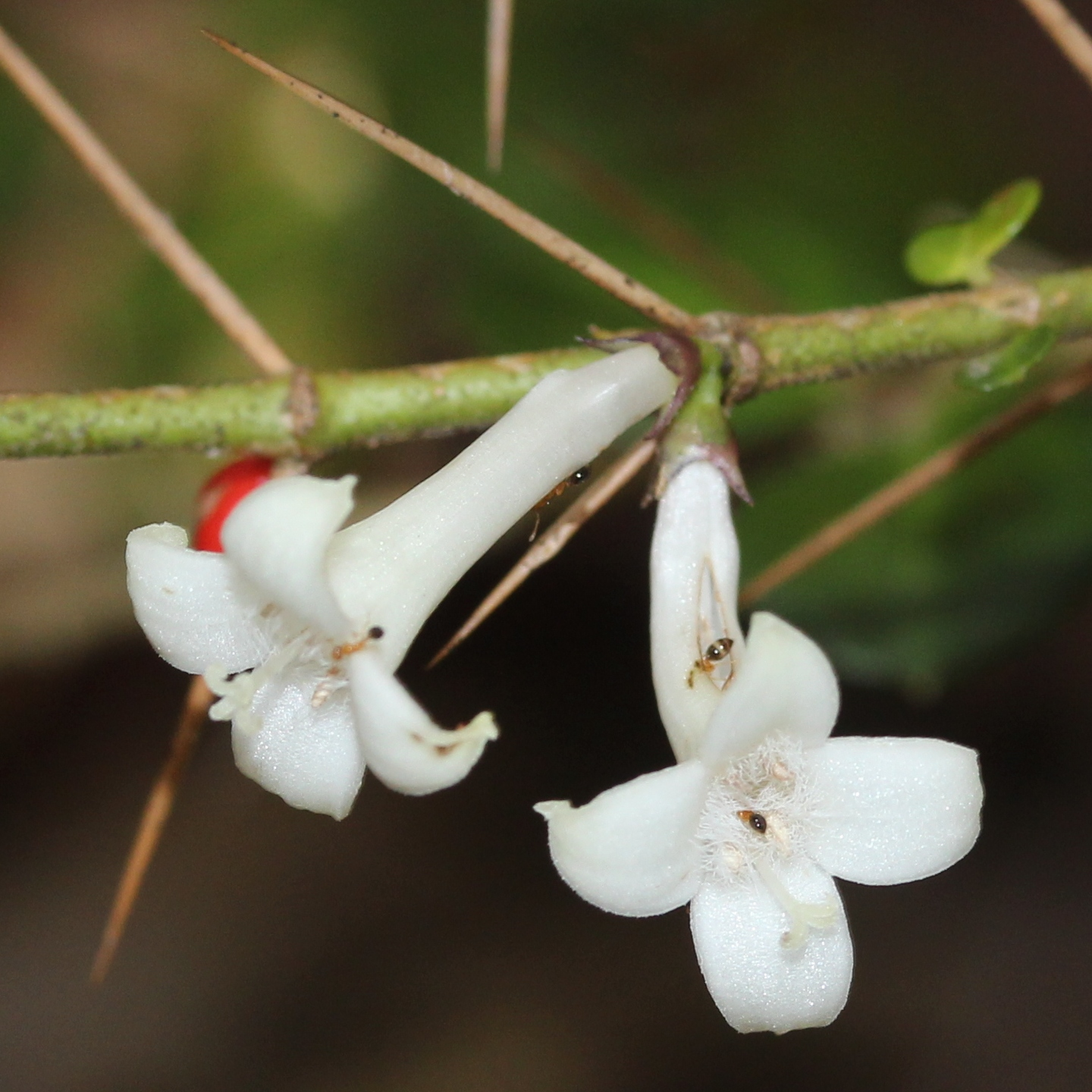
花は4裂した漏斗形で1 - 2個つく
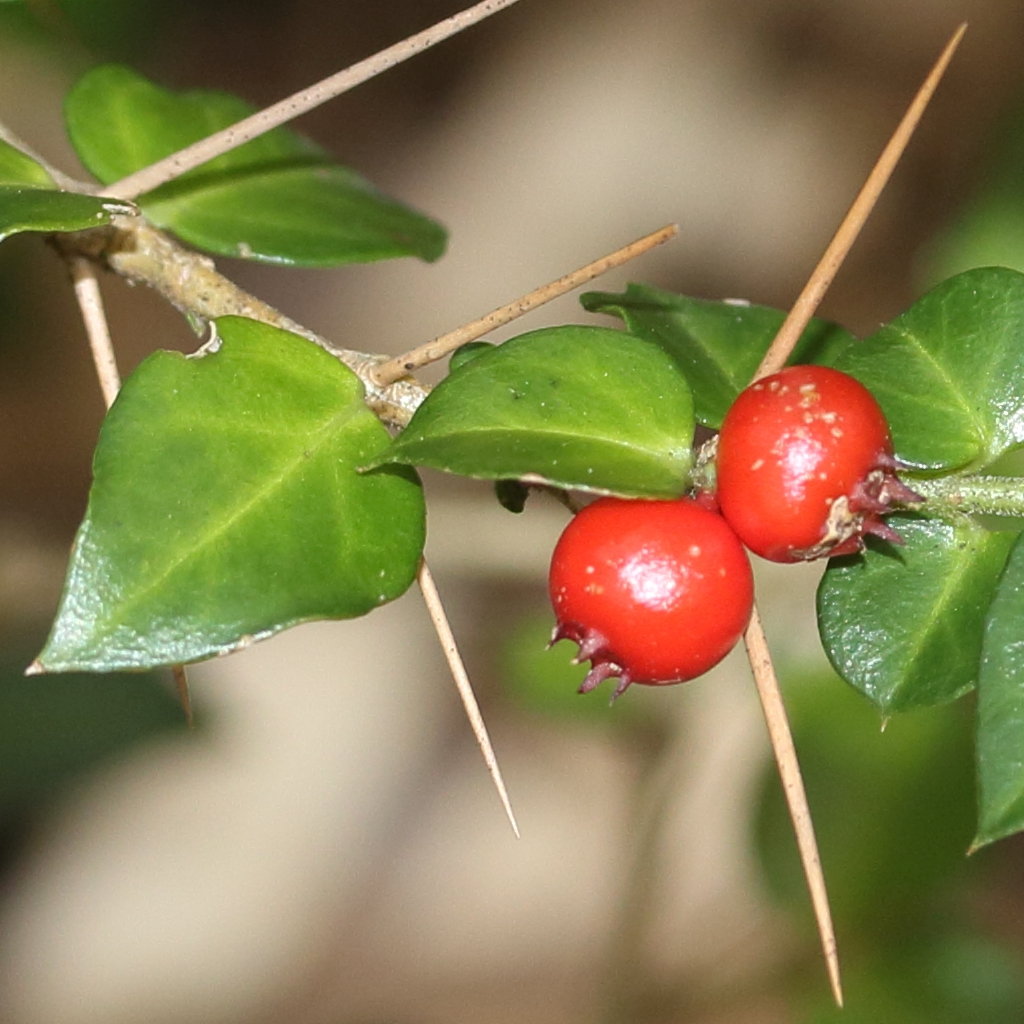
先端に萼が残る果実と細長い棘

## 文化
栽培されることもあり、関西地方ではセンリョウ（千両）、マンリョウ（万両）とともに植え、「千両万両有り通し」と称して正月の縁起物とし、縁起木として床飾りにする。

## 分類
以下の変種と品種がある。オオシマアリドオシのシノニムとして、D. indicus Gaertn.f. var. parvispinus Koidz.がある。コバノニセジュズネノキのシノニムとして、D. indicus Gaertn.f. x D. major Siebold et Zucc.がある。　 　 
- オオアリドオシ D. indicus Gaertn.f. var. major (Siebold et Zucc.) Makino
- ホソバオオアリドオシ D. indicus Gaertn.f. var. lancifolius Makino　 
  - コバンバニセジュズネノキ  D. indicus Gaertn.f. var. lancifolius Makino f. oblongus (Koidz.) Sugim.
- ヒメアリドオシ D. indicus Gaertn.f. var. indicus f. microphyllus Makino
- ビシンジュズネノキ D. indicus Gaertn.f. var. intermedius Matsum.
- リュウキュウジュズネノキ D. indicus Gaertn.f. var. okinawensis Hatus.

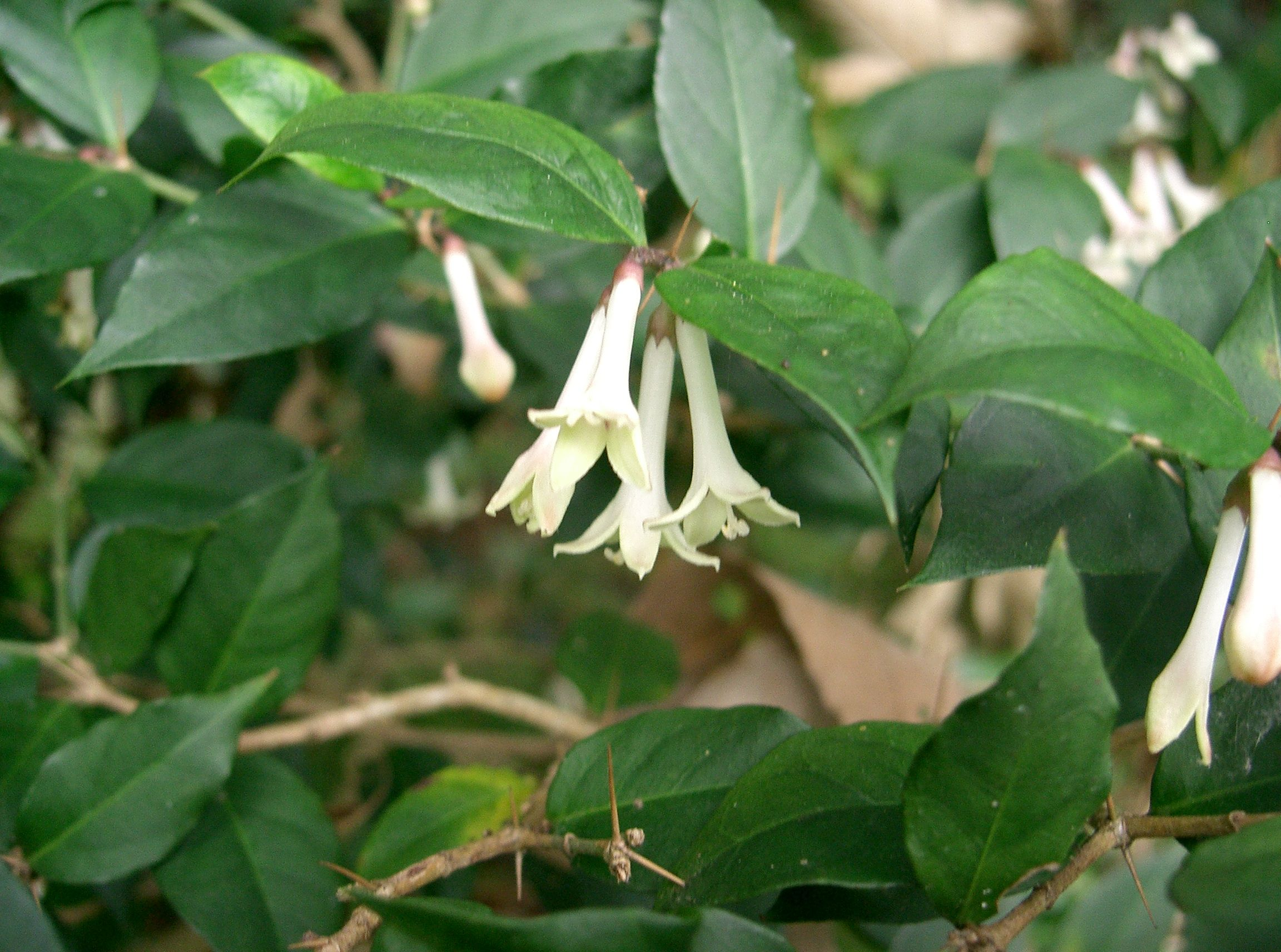
オオアリドオシの花 D. indicus var. major
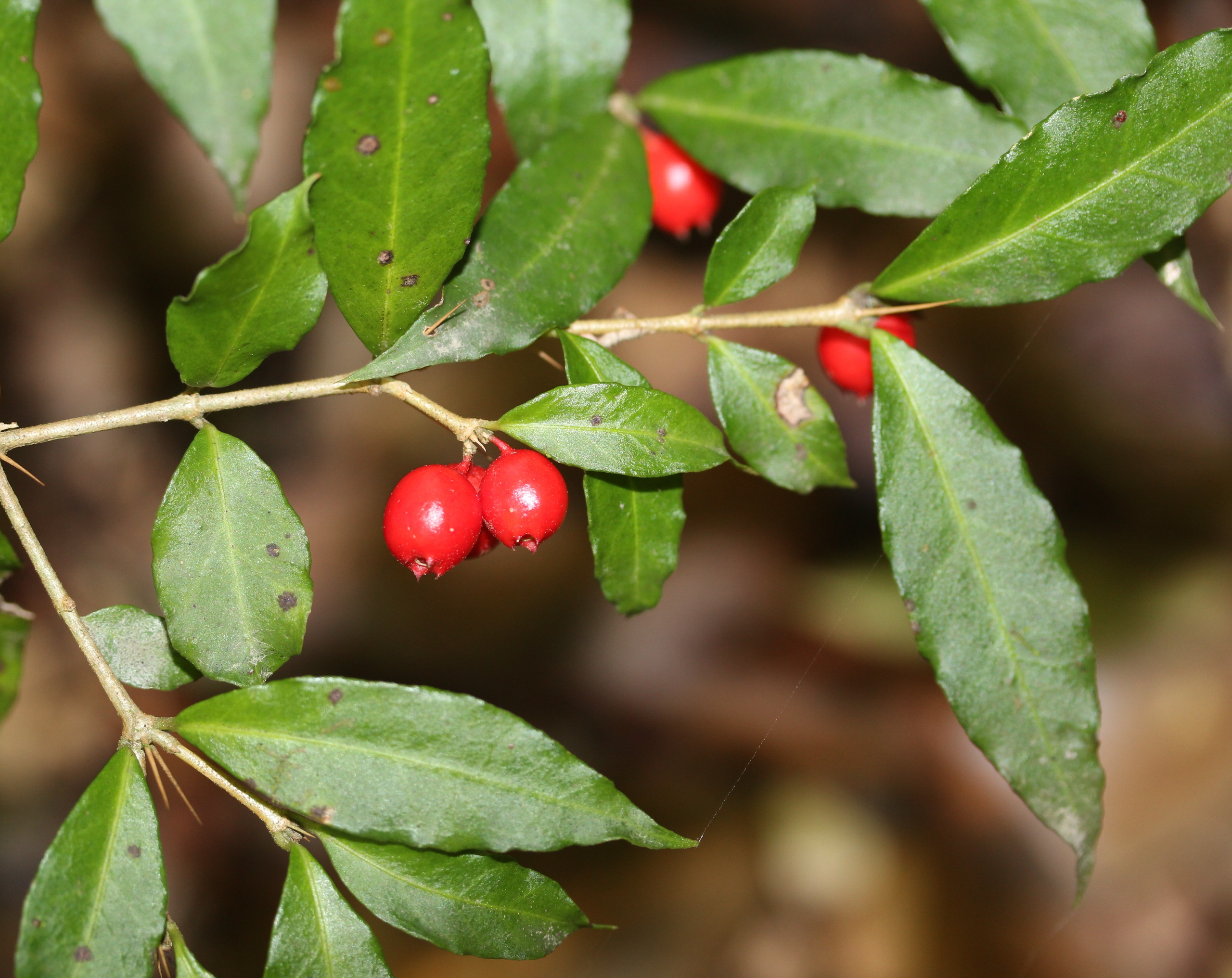
ホソバオオアリドオシの果実 D. indicus var. lancifolius

## 種の保全状況評価
日本では以下の都道府県で、レッドリストの指定を受けている。
- 絶滅危惧IA類（CR） - 山梨県
- 絶滅危惧II類（VU） - 茨城県（1997年の「希少種」から2011年に変更）[9]、埼玉県[10]、福井県[11]